# タカスギコウ
タカスギコウは日本の漫画家。成人向け漫画作品を手掛けているほか、アダルトゲーム作品の原画も担当している。2014年には『淫戯の果て』がアダルトビデオとして実写化され、マドンナ「熟れコミ」レーベルより発売された。
- 元々はペンキ職人をしていたが、仕事が無くなって来たため30代を過ぎてから独学の末にイラストレーター、漫画家へ転身したという経歴の持ち主。ペンキ職人としては東京ディズニーランド内の岩壁などを作っていたとの事。

## 作品一覧

### 単行本
2007年
- カフェへようこそ（双葉社、アクションコミックス、単巻、2007/5/12発売）※指定マークなし

2008年
- お気に召すママ（双葉社、アクションコミックス、単巻、2008/3/12発売）※指定マークなし
- 悦楽の扉（辰巳出版『COMIC桃姫』掲載、富士美出版・富士美コミックス刊、単巻、2008/4/25発売）※成年コミック指定

2009年
- 天使におまかせ（双葉社、アクションコミックス、単巻、2009/3/28発売）※指定マークなし

2010年
- アブノマダムズ（双葉社、アクションコミックス、単巻、2010/5/12発売）※指定マークなし
- 禁断の母穴（辰巳出版『COMICペンギンセレブ』掲載、富士美出版・富士美コミックス刊、単巻、2010/5/25発売）※成年コミック指定

2011年
- Sweet Days（双葉社、アクションコミックス、単巻、2011/3/12発売）※指定マークなし

2012年
- 淫戯の果て（双葉社『アクションピザッツ』掲載、アクションコミックス刊→エンジェル出版・エンジェルコミックス刊、全2巻、1巻：2012/4/12発売、2巻：2013/2/15発売[1]）※指定マークなし
- 俺の母親（ティーアイネット、MUJINコミックス、単巻、2012/7/13発売）※成年コミック指定

2013年
- けつえん熟女（ティーアイネット、MUJINコミックス、単巻、2013/11/8発売）※成年コミック指定

2014年
- MM2号（双葉社『アクションピザッツ』掲載、エンジェル出版・エンジェルコミックス刊、単巻、2014/2/17発売）※指定マークなし
- ユメウツツ[2]（DMM.com配信雑誌『コミックマグナム』掲載、ジーオーティー・マグナムコミック刊、単巻、2014/4/25発売）※成年コミック指定

2015年
- マダムパレス（双葉社『アクションピザッツ』掲載、エンジェル出版・エンジェルコミックス刊、単巻、2015/1/17発売）※指定マークなし
- 実母と女教師 (ティーアイネット、MUJIN COMICS、単巻、2015/6/5発売)

2016年
- 無明の渦 (双葉社『アクションピザッツ』掲載、エンジェル出版、エンジェルコミックス、単巻、2016/2/17発売)
- 蜜に群がる蟲 (DMM.com配信雑誌『コミックマグナム』掲載、ジーオーティー、GOT COMICS、単巻、2016/5/25発売)
- 熟れた躰の発情期 (ティーアイネット、MUJIN COMICS、単巻、2016/9/9発売)

2017年
- レディ・フローラル (エンジェル出版、エンジェルコミックス、単巻、2017/4/17発売)

2018年
- 深霧楼奇譚 (エンジェル出版、エンジェルコミックス、単巻、2018/3/17発売)
- 奪姦 (リイド社、SPコミックス、単巻、2018/7/20発売)
- 真ノ倉家の女たち (ジーオーティー、GOT COMICS、単巻、2018/7/31発売)

2019年
- 弁天橋南商店街女子プロレス！！ (少年画報社、ヤングキングコミックス、全2巻、1巻：2019/8/8、2巻：2020/6/10発売) [3][4]

2020年
- 大好き♥真理子さん (エンジェル出版、エンジェルコミックス、単巻、2020/1/17発売)

2021年
- My Fair MILF (リイド社、SPコミックス、単巻、2021/1/29発売)
- フラチナジュクジョ (三和出版、サンワコミックス、単巻、2021/7/29発売)
- 日の出荘の女たち (エンジェル出版、エンジェルコミックス、単巻、2021/12/16発売)

2022年
- 執事と私の毎日ごはん (少年画報社、ヤングキングコミックス、単巻、2022/3/16発売)

2023年
- 煉獄の園 (エンジェル出版、エンジェルコミックス、単巻、2023/2/16発売)
- 刹那の恋 (リイド社、SPコミックス、単巻、2023/9/15発売)

2024年
- 浄蓮の炎～煉獄の園②～ (エンジェル出版、エンジェルコミックス、単巻、2024/1/17発売)
- お憑かれですね杏子さん (芳文社、まんがタイムコミックス、単巻、2024/12/6発売)
- 母は今ちょっと異世界に行っておりまして (ジーオーティー、GOT COMICS、全2巻、上巻・下巻共に2024/12/25発売)

2025年
- SAKI 38 (エンジェル出版、エンジェルコミックス、単巻、2025/4/17発売)

### 実写作品

#### アダルトビデオ
- 淫戯の果て1[5] （メーカー：マドンナ、レーベル：熟れコミ、出演：織田真子・音無かおり、2014/8/7発売）
- 淫戯の果て2[6] （メーカー：マドンナ、レーベル：熟れコミ、出演：織田真子・風間ゆみ・音無かおり、2014/9/7発売）
- ユメウツツ[7] （メーカー：マドンナ、レーベル：熟れコミ、出演：KAORI、2015/5/25発売）
- 無明の渦[8] （メーカー：マドンナ、レーベル：熟れコミ、出演：友田真希・水野朝陽、2016/12/25発売）
- 蜜に群がる蟲[9] （メーカー：マドンナ、レーベル：熟れコミ、出演：澤村レイコ・高坂保奈美・高坂ますみ、2017/3/19発売）

## ゲーム原画
Guilty eX
- 床屋のおばちゃん 〜丘の上のバーバー〜： 2012年5月25日（パッケージ版）/2012年6月1日（ダウンロード版）

ANIM
- 昼下がりの団恥淫妻3 〜夫には言えない秘密の訪問販売〜：2014年1月24日（ダウンロード版） ※独占先行配信されたDlsite.comにおいて「月間/週間PCソフトランキング」で第1位を獲得。
- 昼下がりの団恥淫妻 1・2・3パック版 ：2014年4月28日（パッケージ版） ※シリーズ作のセット商品。